# 徳田光輝
徳田 光輝（とくだ みつてる、1968年5月24日 - ）は、日本のプロレスラー。兵庫県姫路市出身。

## 略歴
講道館柔道三段、オリンピック強化選手の経歴を持ち、1989年、FMW旗揚げ記者会見に乱入し、大仁田厚への対戦を表明後、FMWに入団。同年10月6日、愛知県・露橋スポーツセンターにて行われたFMW旗揚げ第1戦の対ジミー・バックランド戦でデビュー。その後、関東地区のみ参戦していたが、1990年7月16日の後楽園ホールを最後に長期欠場した後、退団する。
その後、1991年8月、世界格闘技連合W★ING（旧W★ING）旗揚げに参加し、齋藤彰俊・木村浩一郎と格闘三兄弟を結成するが、程なく旧W★INGは崩壊、斎藤は旗揚げ戦を行わないまま活動停止したWMAへ、木村はフリーランスとして、他団体への活動を移し、残った徳田は、旧W★INGから分かれたW★INGプロモーションへと移籍する。
W★INGプロモーションでは、初期にはエースになるものの、不甲斐ない試合が続き、後に移籍してきた松永光弘が後楽園ホールのバルコニーからのダイビングを敢行し、ファンの心を掴んだことにより実質的にNO.2の存在となってしまう。その後も不甲斐ない試合が続くが、当時W★INGプロモーションのヒールのトップであったミスター・ポーゴに付き、ヒール転向を宣言し、ファンを期待させるが、その直後から欠場を続け、解雇処分となってしまう。
1995年、西日本プロレスで復帰したが、経営難と選手同士の分裂から西日本プロレスを離脱、同年12月にはポイズン澤田と組んで新団体『Jet's』旗揚げに動くも資金面等で問題が発生し頓挫。フリーランスを経て、1997年にビッグ・フォール・エンタープライズを旗揚げするが、わずか数戦を行った後、活動を停止した。
その後は1999年、2006年、2007年に畠中浩旭が率いるアジアンプロレスに参戦したことが確認されている。
松永光弘の著書によると、練習嫌いで、他のレスラーの陰口や悪口をふれ回ったため、仲間のレスラー達に嫌われていたとのことで、W★INGのOB達による記念興行にも呼ばれず、会場入り口に遺影を飾られるといったことからも、そのことが事実であったと推測される。